# Cello
Cello eller violoncell (pluralis: celli) är ett stråkinstrument och det djupaste i den moderna violinfamiljen. Kontrabas är det djupaste stråkinstrumentet men räknas inte till familjen utan till gambafamiljen. I notskrift noteras cellostämman vanligtvis i F-klav (basklav), samt i högre lägen höjd C-klav (tenorklav) eller G-klav (diskantklav). Strängarna är stämda i kvinter, nerifrån och upp C, G, d och a. Cellons register spänner över fyra och en halv oktaver, flageoletter inte medräknat. Den har vanligtvis en varm och fylligt klingande ton, och dess stora tonregister gör att den lämpar sig mycket väl både som solo- och som ensembleinstrument. Cellon hålls mellan knäna och stöds mot golvet med en utfällbar stackel. Snäckan, där strängarna fästs i stämskruvarna, ska sitta strax bakom huvudet, på vänstra sidan.
Cellon finns i flera olika konstruktionsmönster, vilka härstammar från de mest betydande violinmakarna genom historien. För cellons del är Antonio Stradivarius, Nicolo Amati, Matteo Gofriller och Domenico Montagnana några av dessa, vilkas mönster kopieras än idag.
En cello, liksom de flesta andra stråkinstrument, tillverkas oftast av lönn (för botten och sarger), gran (för locket) och ebenholts (för greppbräda, stämskruvar, sadel och ibland även stränghållare). Träslag kan dock variera, ofta beroende på i vilken del av världen cellon är byggd och i vilken prisklass den ligger. Billiga nybörjarinstrument är ofta tillverkade i stryktåligt laminat och svartbetsat rosenträ istället för ebenholts.
En person som spelar cello kallas cellist. Historiskt betydelsefulla cellister är bland andra Pablo Casals, Gregor Piatigorsky, Jaqueline du Pré, Mstislav Rostropovitj och Pierre Fournier. Bland de nu levande kan nämnas Lynn Harrell, Yo-Yo Ma, Janos Starker och svensken Frans Helmerson.
På senare tid har även en typ av "elcello" dykt upp på marknaden. Detta kan ge möjligheter att använda cellon till andra ändamål än klassisk musik, som t.ex. pop och rockmusik.

## Ljudexempel
De fyra strängarna, C - G - D - A (fil)

## Kända cellister
| - Pablo Casals - Pierre Fournier - Maurice Gendron - Natalie Gutman - Lynn Harrell - Frans Helmerson - Svante Henryson | - Steven Isserlis - Guy Johnston - Perttu Kivilaakso - Maria Kliegel - Paavo Lötjönen - Yo-Yo Ma - Mischa Maisky | - Truls Mørk - Gunnar Norrby - Csaba Onczay - Gregor Piatigorsky - David Popper - Jacqueline du Pré - Giovanni Ricciardi | - Mstislav Rostropovitj - Janos Starker - Torleif Thedéen - Eicca Toppinen - Kanon Wakeshima - Linnea Olsson - Juho Koskelo |